# Aeonium glandulosum
Aeonium glandulosum — вид рослин з родини товстолисті (Crassulaceae), ендемік Мадейри.

## Опис
Дво- або багаторічна трав'яниста рослина, яка має короткий, гладкий стовбур і блюдоподібну листову розетку шириною до 40 см. Листки до 11 см завдовжки, злегка волохаті; кромка листя зморщена. Суцвіття є висотою до 25 см і до 40 см завширшки. Чашечка залозисто-волосиста; пелюстки блідо-жовті, до 11 см завдовжки; тичинки безбарвні. Рослина цвіте навесні.

## Поширення
Ендемік архіпелагу Мадейра (о. Мадейра, Порту-Санту, Дезерташ).